# Wola Żyrakowska
Wola Żyrakowska – wieś w Polsce położona w województwie podkarpackim, w powiecie dębickim, w gminie Żyraków.
| SIMC    | Nazwa    | Rodzaj    |
| ------- | -------- | --------- |
| 0839872 | Brzeziny | część wsi |
| 0839889 | Budzisz  | część wsi |
| 0996181 | Kędzierz | część wsi |

W latach 1975–1998 miejscowość administracyjnie należała do województwa tarnowskiego.
W miejscowości działa Ochotnicza Straż Pożarna, od 1 maja 2025 włączona do Krajowego Systemu Ratowniczo Gaśniczego (KRSG). OSP współpracuje z Centrum Kultury i Promocji. Instytucje dzielą wspólny budynek.